# Onde hélicon
Pour les articles homonymes, voir onde (homonymie).
 (janvier 2018).
Si vous disposez d'ouvrages ou d'articles de référence ou si vous connaissez des sites web de qualité traitant du thème abordé ici, merci de compléter l'article en donnant les références utiles à sa vérifiabilité et en les liant à la section « Notes et références ».

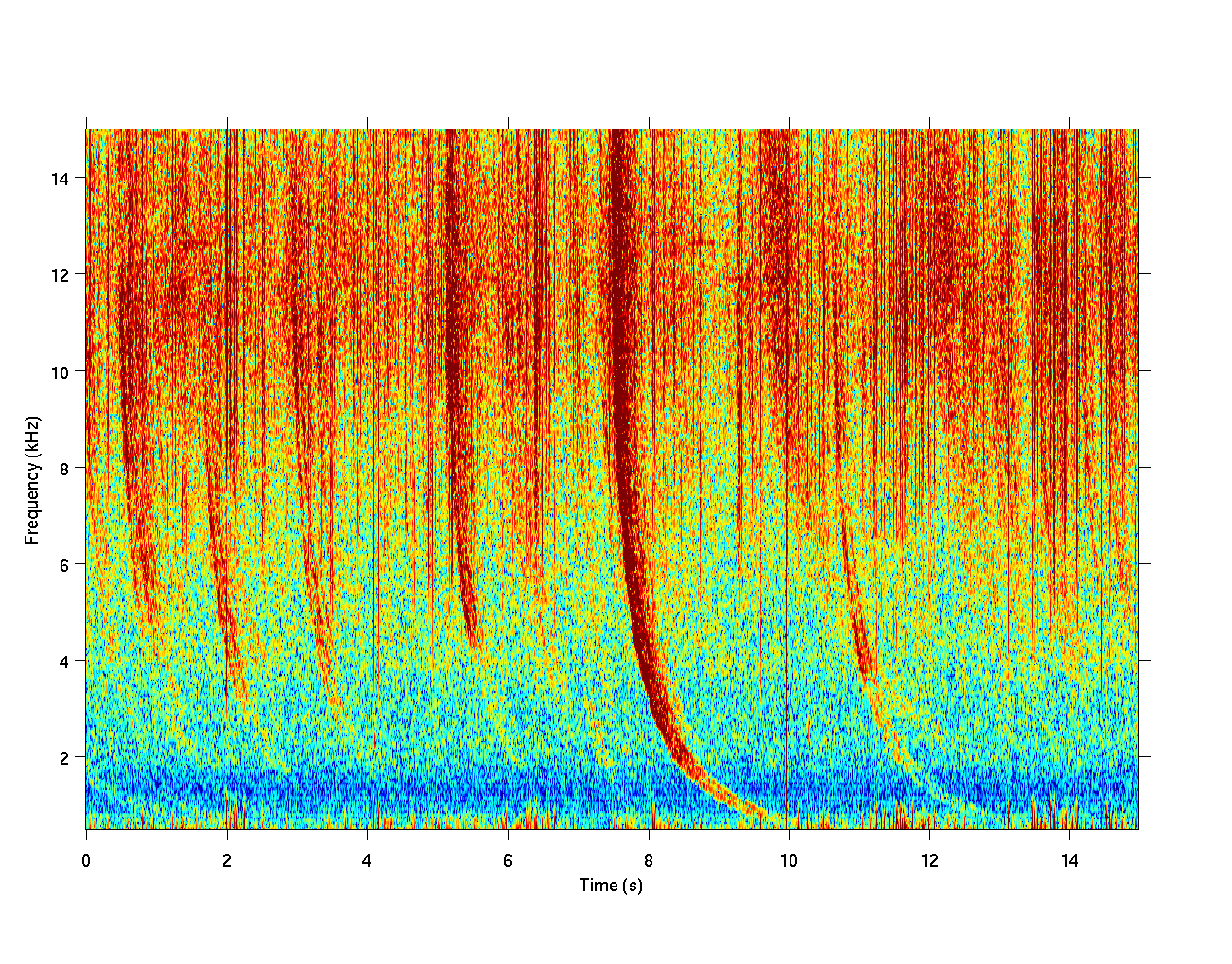
Spectrogramme montrant plusieurs sifflements de parasites atmosphériques dans le signal reçu à la base antarctique Palmer par le récepteur VLF opéré par l'Université Stanford.

Un hélicon est une onde électromagnétique à basse fréquence susceptible de se propager dans des plasmas en présence d’un champ magnétique. Les premiers hélicons observés étaient des siffleurs atmosphériques, mais on peut aussi les observer dans des conducteurs solides ou dans n’importe quel autre plasma électromagnétique. 
Les hélicons ont en particulier la possibilité de se propager à travers des métaux purs, sous réserve de se placer dans des conditions de basse température et en présence de champs magnétiques élevés. 
La plupart des ondes électromagnétiques dans les conducteurs ordinaires ne peuvent pas se propager dans ces conditions, la conductivité élevée des métaux (due à leurs électrons libres) écrantant le champ électromagnétique.
En fait, une onde électromagnétique dans un métal est caractérisée par une épaisseur de peau très faible : les champs électrique et magnétique y sont rapidement réfléchis lors de l’entrée dans le métal (cet effet est responsable de la brillance de surface des métaux car il est à l'origine du renvoi de certaines ondes du spectre visible). Toutefois, l’épaisseur de peau varie proportionnellement à l’inverse de la racine carré de la fréquence ; ainsi, une onde de très basse fréquence peut surmonter l’effet de peau et donc se propager à travers le métal.